# Honorowi obywatele Inowrocławia
Honorowi obywatele miasta Inowrocławia – osoby zasłużone dla Inowrocławia, którym nadano tytuł Honorowy Obywatel Miasta Inowrocławia.
Pierwszymi znanymi Honorowymi Obywatelami Miasta Inowrocławia byli wysocy rangą pruscy oficerowie. Tytuły te Rada Miejska Inowrocławia – zdominowana przez rajców pochodzenia niemieckiego – nadała w 1915 roku „za zasługi wojenne” feldmarszałkowi Augustowi von Mackensenowi i rok później – feldmarszałkowi Paulowi von Hindenburgowi, przyszłemu prezydentowi Rzeszy.

## Osoby
| Zdjęcie | Imię i nazwisko                           | Opis | Data nadania tytułu |
| ------- | ----------------------------------------- | --- | ------------------- |
|         | August von Mackensen                      | feldmarszałek niemiecki, dowódca wojsk niemieckich i austro-węgierskich podczas ofensywy pod Gorlicami i Tarnowem w maju 1915. Zdobywca Belgradu w 1915 i Bukaresztu w 1916. Honorowym Obywatelem Miasta Inowrocławia został uhonorowany „za zasługi wojenne” | 1915                |
|         | Paul von Hindenburg                       | Prezydent Niemiec w okresie Republiki Weimarskiej i III Rzeszy | 1916                |
|         | bp Antoni Laubitz                         | "sufragan gnieźnieński, przez 32 lata związany pracą duszpasterską z Inowrocławiem. Przywódca inowrocławian w okresie zaborów, wielki budowniczy, który wzniósł kościół pw. Zwiastowania NMP i podjął się renowacji kościoła farnego pw. św. Mikołaja oraz romańskiej bazyliki Imienia NMP” |                     |
|         | Maksymilian Gruszczyński                  | działacz narodowy, założyciel pierwszego w zaborze pruskim gniazda Towarzystwa Gimnastycznego “Sokół” | 1938                |
|         | kard. Józef Glemp                         | Prymas Polski, pochodzący z Inowrocławia, będący absolwentem Liceum Jana Kasprowicza. Był silnie związany z rodzinnym miastem, które wspierał w różnorodnych przedsięwzięciach i przynajmniej raz do roku – 18 grudnia, w dniu swych urodzin – odwiedzał, spotykając się z wówczas z licznymi grupami mieszkańców Inowrocławia. 18 grudnia 2009 r., w ostatnim dniu posługi prymasowskiej, a jednocześnie w dniu 80. urodzin, ks. kard. Józef Glemp otworzył wspólnie z prezydentem miasta Inowrocławia, Ryszardem Brejzą Instytut Prymasa Józefa Glempa | 1981                |
|         | prof. dr hab. Aleksandra Cofta-Broniewska | archeolog, kierownik Instytutu Prahistorii Uniwersytetu Adama Mickiewicza w Poznaniu. Dzięki prowadzonym przez nią ponad 30-letnim badaniom, zlokalizowano kompleks osadniczy z okresu wpływów rzymskich – Askaukalis. Z jej inicjatywy została powołana Fundacja Ochrony Dziedzictwa Kulturowego Społeczeństwa Kujaw “Cuiavia” | 1996                |
|         | prof. dr Marian Biskup                    | urodzony w Inowrocławiu wybitny uczony, mediewista. Ukończył Liceum im.Jana Kasprowicza w Inowrocławiu. Był redaktorem dwutomowej monografii Dzieje Inowrocławia, od 1963 roku redagował periodyk naukowy Ziemia Kujawska | 1997                |
|         | ks. kan. Roman Zientarski                 | kanonik Drugiego dekanatu inowrocławskiego, Od 1961 roku do 1984 – proboszcz parafii ZNP w Inowrocławiu. Honorowe obywatelstwo przyznano mu na 70-lecie kapłaństwa, jako najstarszemu wówczas duchownemu archidiecezji gnieźnieńskiej | 2000                |
|         | Jan Paweł II                              | papież; W myśli filozoficznej Ojca Świętego Jana Pawła II najważniejsza jest problematyka człowieka i jego godności. Jego pontyfikat charakteryzuje się natomiast otwarciem na dialog ze światem – uzasadnienie przewodniczącego Rady Miejskiej Inowrocławia Jana Koziorowskiego do uchwały z 19 marca 2004 | 2004                |
|         | Edmund Mikołajczak                        | inowrocławianin, historyk i regionalista, społecznik, od 1999 roku nauczyciel w I LO im. Jana Kasprowicza. Autor kilkudziesięciu prac dotyczących dziejów Inowrocławia i Kujaw Zachodnich | 21 stycznia 2009    |
|         | Grzegorz Turnau                           | pieśniarz, nazywający Inowrocław "arkadią swojego dzieciństwa", podkreślający w sposób ciepły rodzinne więzi z Inowrocławiem. Od 2005 roku Grzegorz Turnau jest gospodarzem dorocznych koncertów pt. "Inowrocławska Noc Solannowa". Artysta poświęcił miastu piosenki: „Bossa Nova Solannowa”, „In Novo Wladislaw”, „Kino Bałtyk”, które zostały zamieszczone na płycie „11:11”. Na płycie „INO. Grzegorz Turnau i przyjaciele” (2010) muzyk zamieścił 13 utworów nawiązujących do Inowrocławia                                                          | 2011                |

## Jednostki wojskowe
| Herb | Nazwa                             | Opis | Data nadania tytułu |
| ---- | --------------------------------- | --- | ------------------- |
|      | 59 Pułk Piechoty Wielkopolskiej   | “Pułk Dzieci Kujaw”; jednostka zorganizowana z ochotników biorących udział w powstaniu wielkopolskim i w wojnie polsko-bolszewickiej | 1938                |
|      | 4 Kujawski Pułk Artylerii Lekkiej | Jednostka mocno związana z Kujawami                                                                                                  | 1938                |